# Nicholas Carew (Ritter)
Sir Nicholas Carew (* 1404; † 1449, nach anderen Angaben 3. Mai 1447) war ein englischer Ritter.
Nicholas Carew entstammte der Familie Carew. Er war der älteste Sohn von Sir Thomas Carew und dessen Frau Elizabeth Bonville. Nach dem Tod seines Vaters 1431 erbte er dessen Besitzungen, darunter Carew Castle in Pembrokeshire sowie Besitzungen in Devon. Sein Vater hatte ihn nach 1426 mit Joan Courtenay, einer Tochter aus der ersten Ehe von Hugh Courtenay mit Philippa l'Arcedekne, verheiratet. Seine Frau brachte als Erbin ihrer Tante Margery Arundell zahlreiche Güter in Devon und Cornwall mit in die Ehe. Mit ihr hatte er mindestens fünf Söhne und drei Töchter, darunter: 
- Thomas Carew (* vor 1427; † Oktober 1461)
- Sir Nicholas Carew († 13. September 1469)
- Hugh Carew († 1470)
- Alexander Carew († 1492)
- Sir William Carew († 1501)

Carews Haupterbe wurde sein Sohn Thomas, der Carew Castle in Wales sowie Mohun's Ottery in Devon erbte. Seine Witwe Joan heiratete in zweiter Ehe 1450 Robert de Vere, einen jüngeren Sohn von Richard de Vere, 11. Earl of Oxford. Sie teilte ihr Erbe unter ihren vier jüngeren Söhnen auf. Von diesen starb Hugh kinderlos, während Alexander Carew die Familie Carew von Antony, William die Familien Carew von Crowcombe und Camerton und Nicholas die Familie Carew von Haccombe begründete.

## Weblink
- Sir Nicholas Carew auf thepeerage.com, abgerufen am 24. Mai 2017.